# 俺のハンバーグ山本
俺のハンバーグ山本（おれのはんばーぐやまもと）は、東京都にあるハンバーグ専門レストラン。略称は「俺ハン」。
株式会社俺カンパニーが経営する俺のハンバーグ山本は、2016年6月1日付で俺のハンバーグ山本の全店舗を山本のハンバーグへ名称変更した。 名称変更後の略称は「山ハン」とうたっている。
また、それとほぼ同時期にムジャキフーズによる「俺のハンバーグ」が誕生。（後述の「系列分岐の経緯」参照）

どちらもキャッチ・コピーは「人を元気にする食卓」。

## 概要
本店は2005年に開店した渋谷区恵比寿の恵比寿本店。
ほかに、2016年時点3月時点で、渋谷区の渋谷食堂、高田馬場、吉祥寺、自由が丘、下北沢の6店舗の直営と、赤坂見附と台湾台湾本店のフランチャイズ2店舗を展開している。
メディアでもたびたび取り上げられており、いきなり!黄金伝説（2009年10月1日放送分）、VVV6東京Vシュラン2（2009年6月5日放送分）などがある。ほかにも、『家で作れる 有名店のプレミアハンバーグ』（ISBN 4777805999）でも行列のできる有名店として紹介され、その後いくつもの「俺の」とついた名称が増える一つのブームを巻き起こすきっかけとなった。

### 俺のハンバーグ山本出店履歴
俺カンパニー系列となる
- 2005年06月  俺のハンバーグ山本 恵比寿本店 - 東京都渋谷区恵比寿4-23-12茗荷原ビル1F
- 2008年06月  俺のハンバーグ山本 渋谷食堂 - 東京都渋谷区渋谷3-6-18第4矢木ビル1F
- 2010年08月  俺のハンバーグ山本 赤坂見附 - 東京都港区赤坂3-2-3
- 2011年06月  俺のハンバーグ山本 高田馬場 - 東京都新宿区高田馬場3-2-2青柳ビル2F
- 2011年11月  俺のハンバーグ山本 吉祥寺 - 東京都武蔵野市吉祥寺本町2-13-4 1F
- 2013年03月  俺のハンバーグ山本 自由が丘 - 東京都目黒区自由が丘1-13-4
- 2015年08月  俺の漢堡排山本 - 台北市大安區光復南路260巷1號

### 山本のハンバーグ出店履歴
俺カンパニー系列となる
- 2016年03月  山本のハンバーグ 下北沢 - 東京都世田谷区北沢2-26-14下北沢Coo 1B 大岡山へ移転
- 2016年06月　俺のハンバーグ山本全店舗の名称を「山本のハンバーグ」へ変更
- 2016年09月  山本のハンバーグ 阿佐ヶ谷 - 東京都杉並区阿佐谷南1-34-13
- 2017年02月  山本のハンバーグ 大岡山 - 東京都大田区北千束1-40-2 Gハウス
- 2017年07月  山本のハンバーグ 六本松 - 福岡市中央区六本松4丁目9-10六本松コーポ1F

### 俺のハンバーグ 出店履歴
ムジャキフーズ系列となる
- 2016年05月　俺のハンバーグ 賢志 - 東京都渋谷区宇田川町26-5 2F 閉店
- 2016年06月　俺のハンバーグ シュシュ渡辺 - 東京都渋谷区渋谷3-18-5 和田ビル 1F

## 系列分岐の経緯
俺のハンバーグ山本 恵比寿本店と俺のハンバーグ山本 渋谷食堂は、株式会社俺カンパニー 代表取締役である山本昇平がムジャキフーズの業務委託型独立支援により出店した店舗にあたる。以降は2007年9月に山本昇平が設立した株式会社俺カンパニーによる出店であった。
2016年6月よりムジャキフーズとの業務委託契約を満了し、全店舗が株式会社俺カンパニーへ統合され、渋谷食堂の店舗が移転を行っている。
「俺のハンバーグ」は、ムジャキフーズの登録商標。
大きなブームを巻き起こした店舗名である「俺のハンバーグを残したい」と、2016年5月よりムジャキフーズ経営による俺のハンバーグ 賢志と俺のハンバーグ シュシュ渡辺を出店し、それぞれ別系列の店舗として新たに展開することとなった。俺のハンバーグ シュシュ渡辺の店舗は、旧俺のハンバーグ山本 渋谷食堂の店舗跡地である。
多くの人に愛された「俺のハンバーグ」をやはり残したい、という想いから、今回フレンチの渡邊シェフを迎えて『俺のハンバーグ シュシュ渡辺』をオープンするに至ったとのこと。

俺のハンバーグ山本から山本のハンバーグへの店舗名称変更については、企業の方向性によるものとしている。
「『俺の』という店名や商品名が今のように流行する何年も前に私たちのお店を始めました。ところが、今となってはいたるところで『俺の●●●』という店舗が増えています。そのような店舗や商品は私たちとは無関係で、経営の考え方も違います。
『俺の』という言葉が流行語のように使用されてしまっていて、開店当初の私たちが込めた想いとは違う印象になってしまいました。このままだと『お客様に誤解を与えてしまう』『私たちの個性を正しく伝えたい』という思いから改名することになりました。